# Филип Теофоолу
Филип Теофоолу (роден на 27 май 1972 г.) е български футболист, нападател. Голмайстор на Б група през сезон 1998/99 с 22 гола (7 гола за Кремиковци и 15 гола за Черно море).

## Биография
Родом от Асеновград, Теофоолу е юноша на местния клуб Асеновец. На 20-годишна възраст преминава в Спартак (Пловдив), с когото печели промоция за A група. Дебютира в елита през сезон 1994/95, записвайки 3 мача за Спартак. 
През ноември 1994 г. преминава във втородивизионния Раковски (Русе). До края на сезона в Северната Б група вкарва 14 гола в 16 мача, помагайки на Раковски да завърши на 2-ро място и да се класира на бараж. На 14.6.1995 г. бележи решителния победен гол при успеха в баража с 3:2 срещу Марица (Пловдив), който изпраща русенци в А група. През сезон 1995/96 бележи 5 гола в 29 изиграни срещи в майсторската група.
Започва с екипа на Раковски и сезон 1996/97, но през септември 1996 г. осъществява трансфер в Левски (Кюстендил). Остава там година и половина. В началото на 1998 г. преминава в Кремиковци, където играе в продължение на една календарна година. През зимата на 1999 г. преминава в Черно море. През 2002 г. отива в Ботев (Пловдив), Асеновец, Светкавица и в Шипка (Асеновград). На второ място по отбелязани голове за Раковски в A група, вкарал е 6 гола (5 през 1995/96 и 1 през есента на 1996 г.).

## Статистика по сезони
- Асеновец – 1990/91 – В група
- Асеновец – 1991/92 – В група
- Асеновец – 1992/ес. – В група
- Спартак (Пд) – 1993/пр. – Б група
- Спартак (Пд) – 1993/94 – Б група, 13 мача/1 гол
- Спартак (Пд) – 1994/ес. – A група, 3/0
- Раковски – 1994/95 – Б група, 16/14
- Раковски – 1995/96 – A група, 29/5
- Раковски – 1996/ес. - A група, 3/1
- Левски (Кюстендил) – 1996/97 – A група, 18/3
- Левски (Кюстендил) – 1997/ес. – A група, 6/1
- Кремиковци – 1998/пр. – Б група, 12/7
- Кремиковци – 1998/ес. - Б група, 13/7
- Черно море – 1999/пр. - Б група, 14/15
- Черно море – 1999/00 – Б група, 26/9
- Черно море – 2000/01 – A група, 11/1
- Ботев (Пд) – 2001/02 – Б група, 5/3
- Асеновец – 2003/пр. - В група, 12/4
- Асеновец – 2003/04 – В група, 21/6
- Светкавица – 2004/ес. - Б група, 1/0
- Шипка (Асеновград) – 2004/05 – А ОФГ, 25/18